# Адам Навалка
Адам Навалка (на полски: Adam Nawałka) е бивш полски футболист и треньор.

## Кариера

### Футболна кариера
Произлизайки от спортно семейство, Навалка започва да тренира футбол в академията на Висла в родния му Краков, и на 21 май 1975 прави дебюта си за първия отбор. През следващите 10 години Навалка записва 190 мача за Висла, но след 1978 попада в серия от контузии, които впоследствие го карат да прекрати кариерата си. През 1985 емигрира в САЩ и заиграва в полу-професионален местен отбор. За националния отбор има записани 34 мача и участие на Мондиал 1978, но контузиите го принуждават да се откаже от него през 1980.

### Треньорска кариера
Първият отбор, воден от Навалка, е третодивизионният Суит Кшешовице. След това Навалка започва работа в школата на Висла, като в отделни периоди води и първия отбор. След това последователно е треньор на ГКС Катовице и Гурник Забже. На 26 октомври 2013 президентът на Полския футболен съюз Збигнев Бонек обявява, че Навалка ще бъде новият национален селекционер. Под ръководството на Навалка отборът на Полша успява да се класира на европейското първенство през 2016, като в квалификациите записва победа над световния шампион Германия.